# L'antilope d'oro
L'antilope d'oro (in russo Золотая антилопа?, Zolotaja antilopa) è un film d'animazione del 1954 diretto da Lev Atamanov.
Realizzato in Unione Sovietica presso lo studio moscovita Sojuzmul'tfil'm, è basato su una fiaba indiana. 

## Trama
Un ragazzo orfano ha salvato un'antilope magica, capace di fare l'oro dalle scintille di un calcio dello zoccolo, da un Raja mentre le dava la caccia. Quando l'avido raja ei suoi tirapiedi afferrarono il ragazzo, chiedendo di sapere dove viveva l'antilope d'oro, lei apparve e diede una lezione all'avido raja.

## Distribuzione

### Edizione italiana
In Italia venne trasmesso il 13 ottobre 1960 su Rai TV. Successivamente è stato ridoppiato e trasmesso su Rai 3 come episodio della serie americana Fiabe da terre lontane.